# Branka Strmac
Branka Strmac je pokojna hrvatska kazališna, televizijska i filmska glumica.

## Filmografija

### Televizijske uloge
- "Mali leteći medvjedići" (1990.)
- "Inspektor Vinko" kao gospođa Melita (1984. – 1985.)
- "Nepokoreni grad" (1982.)
- "Vrijeme ratno i poratno" (1975.)
- "Mejaši" kao žena (1970.)

### Filmske uloge
- "Čarobnjakov šešir" kao Svilena (1990.)
- "Proljeće Janka Potlačeka" kao Tinka (1988.)
- "Eksperiment profesora Hinčića" (1988.)
- "Intriga" kao recepcionerka (1988.)
- "Nadia" (1984.)
- "Reakcionari" (1975.)
- "Put u raj" (1970.)
- "Divlji anđeli" kao žena pred izlogom (1969.)
- "Čovik od svita" kao konobarica (1965.)
- "Jedan i tri" (1965.)
- "Lito valovito" kao Hani (1964.)
- "Sve same varalice" (1964.)
- "Nokturno u Grand hotelu" (1964.)
- "Pred svakim pragom" (1964.)
- "Mrtvo slovo" (1964.)
- "Rana jesen" kao profesorica (1962.)
- "Igre na skelama" kao gošća na večeri (1961.)
- "Pustolov pred vratima" kao gošća na zabavi (1961.)

### Sinkronizacija
- glas ptičice Čičija i Bakice iz "Looney Tunes"[2]

## Vanjske poveznice
- Branka Strmac u internetskoj bazi filmova IMDb-u (engl.)